# زنكر
تيودور زنكر (بالألمانية: Theodor Zenker) (توفي 1884 م) هو مستشرق ألماني.
له «قاموس تركي ـ عربي ـ فارسي» (في جزئين) (1866 ـ 1876).